# Réaction de Schotten-Baumann
La réaction de Schotten-Baumann est une méthode de préparation des amides à partir des amines et des chlorures d'acyle.

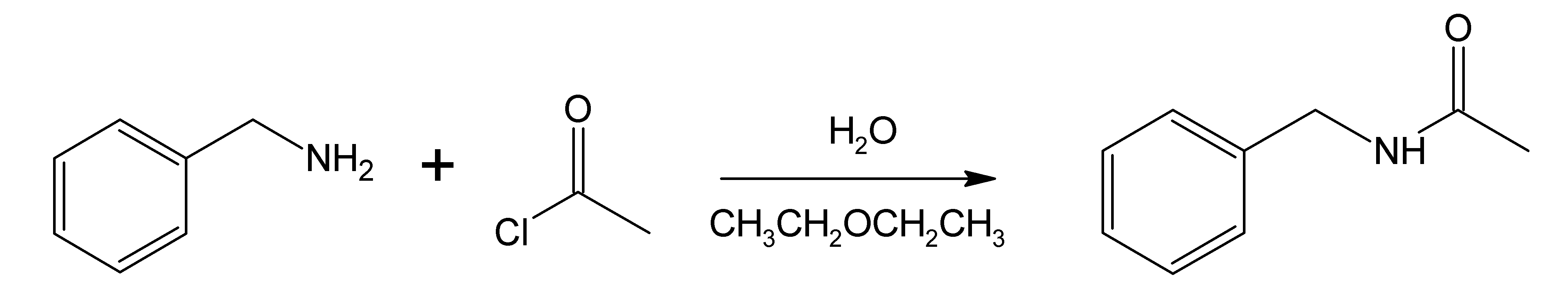
Exemple de réaction de Schotten-Baumann entre la benzylamine et le chlorure d'acétyle pour former le N-benzylacétamide.

Cette réaction tient son nom des chimistes allemands Carl Schotten et Eugen Baumann qui l'ont décrite pour la première fois en 1883,,,. On utilise parfois aussi ce nom de pour désigner la réaction  entre un chlorure d'acyle et un alcool pour former un ester. 

## Mécanisme réactionnel
Le mécanisme de la réaction se déroule en deux étapes. Dans un premier temps, le groupe amine va agir comme un nucléophile qui va venir substituer le chlore du chlorure d'acyle, libérant donc un ion chlorure. Dans un second temps, le groupe amine va se déprotoner pour former le groupe amide.
Il est nécessaire de mettre une base dans le mélange réactionnel pour absorber le proton acide libéré qui sinon irait protoner un groupe amine, et stopperait la réaction. On ajoute souvent une solution aqueuse basique au mélange réactionnel pour en extraire l'acide chlorhydrique formé.

## Conditions de la réaction de Schotten–Baumann
On utilise souvent le terme de « conditions de la réaction de Schotten-Baumann » pour indiquer l'utilisation d'un système de solvants à deux phases basiques, un des solvants étant l'eau, l'autre un solvant organique, généralement du dichlorométhane ou de l'éther diéthylique.

## Applications
La réaction de Schotten-Baumann ou ses conditions sont largement utilisées en chimie organique. On peut notamment citer :
- la synthèse de N-vanillylnonanamide, connue aussi sous le nom de capsaïcine synthétique ;
- la synthèse de benzamide à partir de chlorure de benzoyle et de phényléthylamine ;
- l'acylation de benzylamine avec le chlorure d'acétyle (ou avec l'anhydride acétique
- la synthèse de peptide de Fischer (Hermann Emil Fischer, 1903)[5] dans laquelle un chlorure d'α-chloroacyle (ou un chlorure d'α-bromoacyle) est condensé avec un ester d'acide aminé (la partie chlorure d'acyle se condense avec la fonction amine d'un acide aminé dont le groupe carboxyle est estérifié). L'ester est ensuite hydrolysé, et l'acide ainsi obtenu converti en chlorure d'acyle, ce qui permet de recommencer l'opération et d'allonger ainsi le peptide obtenu d'un autre unité d'acide aminé. L'étape finale est le remplacement du chlore (celui en position α du chlorure d'acyle initial) par un groupe amine, afin de compléter la synthèse peptidique.